# Thái Thuận, Ôn Châu
Thái Thuận (chữ Hán giản thể: 泰顺县, bính âm: Tàishùn Xiàn, âm Hán Việt: Thái Thuận huyện) là một huyện thuộc địa cấp thị Ôn Châu, tỉnh Chiết Giang, Cộng hòa Nhân dân Trung Hoa. Huyện này giáp với các huyện Văn Thành, Thương Nam và giáp với thành phố cấp huyện Lệ Thủy về phía bắc, Phúc Đỉnh và Phúc An vè phía tây nam. Huyện Thái Thuận có diện tích 1762 km², trong đó diện tích có rừng che phủ chiếm 75%. Dân số của Thái Thuận 350.000 người (theo điều tra năm 2003). Mã số bưu chính là của huyện Thái Thuận là. Huyện lỵ huyện này đóng ở. Huyện Thái Thuận có các đơn vị hành chính trực thuộc gồm 11 trấn, 25 hương.